# Dipetalonema spirocauda
Dipetalonema spirocauda is een rondwormensoort uit de familie van de Onchocercidae. De wetenschappelijke naam van de soort is voor het eerst geldig gepubliceerd in 1858 door Leidy.